# Oi Va Voi
Oi Va Voi – londyńska grupa muzyczna, założona w 2000 roku, grająca muzykę eksperymentalną z silnie zaznaczonymi brzmieniami folkowymi.

## Muzycy

### Obecny skład zespołu
- Josh Breslaw – perkusja, instrumenty perkusyjne, produkcja
- Matt Jury – gitara basowa
- Steve Levi – klarnet, śpiew
- David Orchant – trąbka
- Anna Phoebe – skrzypce
- Zohara Niddam – śpiew
- Moshik Kop – perkusja
- Jonh Matts – gitara
- Beth Leondaritis – gitara basowa

### Gościnna współpraca
- Bridgette Amofah – śpiew
- Alice McLaughlin – śpiew

### Byli członkowie zespołu
- Sophie Solomon - skrzypce, altówka, pianino, akordeon (2000 - 2006)
- Lemez Lovas - trąbka, śpiew, pianino, muzyka, słowa (2000 - 2007)
- Nik Ammar - gitara, mandolina, śpiew, produkcja (2000 – 2012)
- Leo Bryant – gitara basowa
- KT Tunstall – śpiew[1]

## Dyskografia
- Digital Folklore (2002)
- Laughter Through Tears (2003)
- Oi Va Voi (2007)
- Travelling the Face of the Globe (2009)
- Memory Drop (2018)

## Nagrody i wyróżnienia
- Edison award for Album of the Year 2004 - nominacja
- BBC Awards for World Music 2003 - nominacja